# Batalha de Formigny
A Batalha de Formigny foi uma batalha ocorrida na França no dia 15 de abril de 1450.

## A batalha

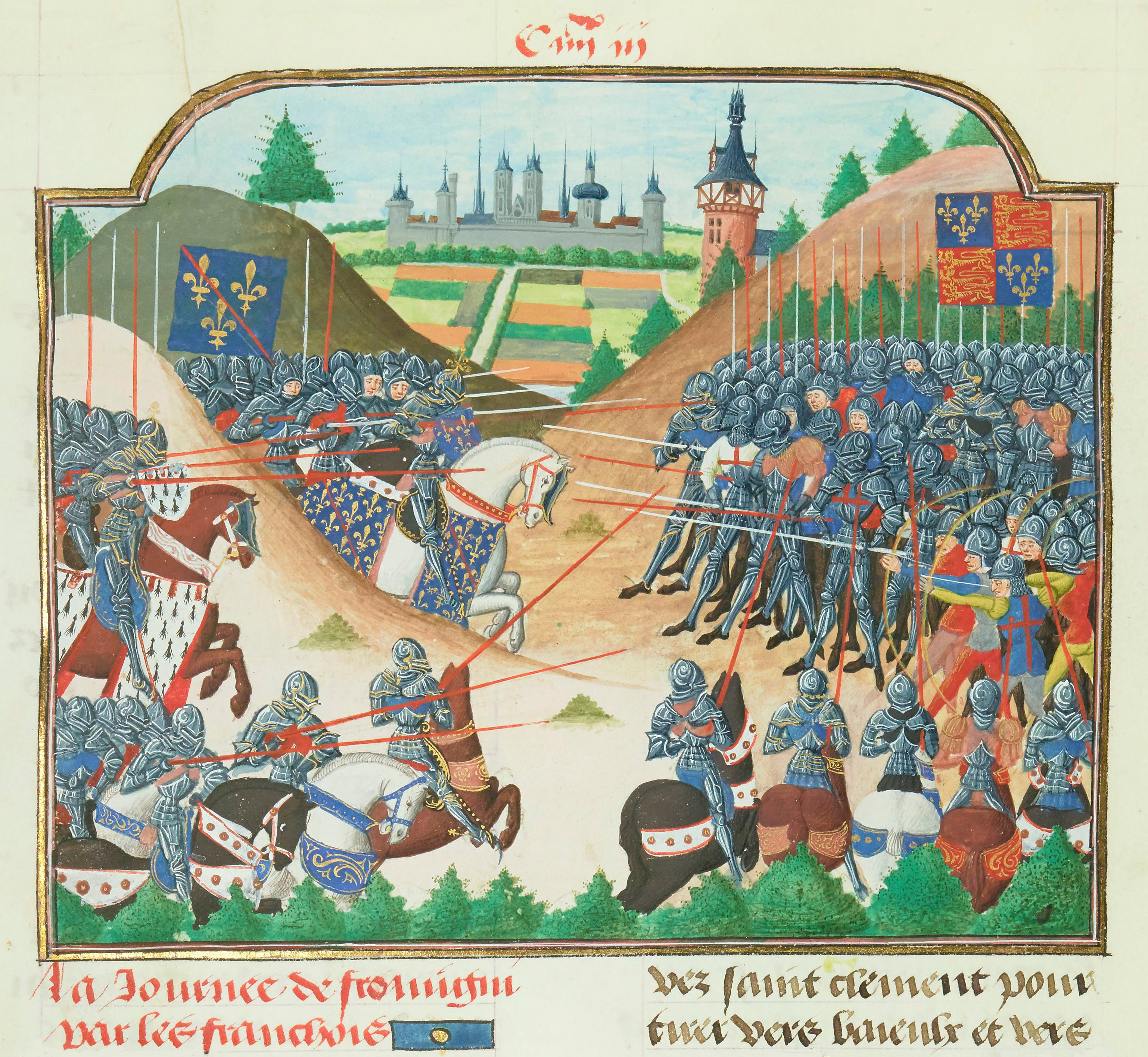
Quadro retratando uma cena da batalha de Formigny

Na França, 3 mil arqueiros ingleses estavam preparados para reeditar, agora num vilarejo da Normandia as glórias de Crécy e Agincourt. Mesmo com a fraca liderança do rei Henrique VI (filho único de Henrique V), a Inglaterra acreditava ser capaz de dominar as forças francesas, que se organizaram durante os 5 anos da Trégua de Tours, estabelecida em 1444. Acampado perto do vilarejo de Formigny, situado a menos de 10 km do Canal da Mancha, o exército inglês se posicionou em formação defensiva, protegido pelo terreno com elevações e por estacas. A estratégia deu certo: as duas primeiras ondas de ataques do exército francês, composto por 3 mil cavaleiros e homens de infantaria, foram repelidas com facilidade.
Mas um lance virou os rumos da batalha. Por ordem do comandante francês, o conde de Clermont, dois canhões leves passaram a disparar contra as linhas de arqueiros, provocando o caos no inimigo. Ainda assim, Thomas Kyriell, o comandante das tropas inglesas, reagiu com um ataque que tomou dos franceses as duas armas. Só que o movimento deixou o seu exército vulnerável a uma segunda ofensiva, lançada pelos 1,2 mil cavaleiros de Arthur de Richemont, um aliado bretão dos franceses.
Mais do que causar baixas, o papel fundamental da artilharia em Formigny foi permitir que Richemont, guiado pelo barulho dos disparos, localizasse os aliados. Atacados simultaneamente pelo sul e pelo oeste, os ingleses não tinham soldados suficientes para resistir ao combate homem a homem. A tática de empregar grandes quantidades de arqueiros falhou, evidenciando a importância do uso dos canhões, mesmo que apenas dois, no resultado final, dos 3,8 mil soldados ingleses, 2,3 mil morreram e cerca de 900 foram capturados - entre eles, o comandante Kyriell. Os 4,2 mil franceses envolvidos no combate sofreram apenas 200 baixas.
O massacre em Formigny deixou Londres sem um exército capaz de fazer frente aos franceses. Depois disso, as cidades da Normandia caíram uma a uma, deixando aos ingleses apenas a Aquitânia, a sudoeste, e a cidade fortificada de Calais, ao norte.